# Manchester United F.C. mùa bóng 1946–47
Mùa giải 1946-47 là mùa giải lần thứ 45 của Manchester United lần thứ 45 ở The Football League và lần thứ hai ở Giải hạng nhất Anh vì sự thăng hạng từ Giải hạng hai Anh trong năm 1938. Đây là mùa giải đầu tiên của Manchester United trở lại sau Chiến tranh thế giới thứ hai và lần đầu tiên dưới sự dẫn dắt của Huấn luyện viên Matt Busby. United không thể chấm dứt chờ đợi một danh hiệu lớn bắt đầu vào năm 1911, nhưng Đội bóng đã có một mùa giải tốt nhất khi hoàn thành về nhì ở Giải hạng Nhất Anh chỉ sau Liverpool.

## Giải hạng nhất Anh
| Thời gian                 | Đối thủ                 | H/A | Tỷ số Bt-Bb | Cầu thủ ghi bàn                       | Số lượng khán giả |
| ------------------------- | ----------------------- | --- | ----------- | ------------------------------------- | ----------------- |
| ngày 31 tháng 8 năm 1946  | Grimsby Town            | H   | 2 – 1       | Mitten, Rowley                        | 41,025            |
| ngày 4 tháng 9 năm 1946   | Chelsea                 | A   | 3 – 0       | Mitten, Pearson, Rowley               | 27,750            |
| ngày 7 tháng 9 năm 1946   | Charlton Athletic       | A   | 3 – 1       | Hanlon, Rowley, own goal              | 44,088            |
| ngày 11 tháng 9 năm 1946  | Liverpool               | H   | 5 – 0       | Pearson (3), Mitten, Rowley           | 41,657            |
| ngày 14 tháng 9 năm 1946  | Middlesbrough           | H   | 1 – 0       | Rowley                                | 65,112            |
| ngày 18 tháng 9 năm 1946  | Chelsea                 | H   | 1 – 1       | Chilton                               | 30,275            |
| ngày 21 tháng 9 năm 1946  | Stoke City              | A   | 2 – 3       | Delaney, Hanlon                       | 41,699            |
| ngày 28 tháng 9 năm 1946  | Arsenal                 | H   | 5 – 2       | Hanlon (2), Rowley (2), Wrigglesworth | 62,718            |
| ngày 5 tháng 10 năm 1946  | Preston North End       | H   | 1 – 1       | Wrigglesworth                         | 55,395            |
| ngày 12 tháng 10 năm 1946 | Sheffield United        | A   | 2 – 2       | Rowley (2)                            | 35,543            |
| ngày 19 tháng 10 năm 1946 | Blackpool               | A   | 1 – 3       | Delaney                               | 26,307            |
| ngày 26 tháng 10 năm 1946 | Sunderland              | H   | 0 – 3       |                                       | 48,385            |
| ngày 2 tháng 11 năm 1946  | Aston Villa             | A   | 0 – 0       |                                       | 53,668            |
| ngày 9 tháng 11 năm 1946  | Derby County            | H   | 4 – 1       | Pearson (2), Mitten, Rowley           | 57,340            |
| ngày 16 tháng 11 năm 1946 | Everton                 | A   | 2 – 2       | Pearson, Rowley                       | 45,832            |
| ngày 23 tháng 11 năm 1946 | Huddersfield Town       | H   | 5 – 2       | Mitten (2), Morris (2), Rowley        | 39,216            |
| ngày 30 tháng 11 năm 1946 | Wolverhampton Wanderers | A   | 2 – 3       | Hanlon, Delaney                       | 46,704            |
| ngày 7 tháng 12 năm 1946  | Brentford               | H   | 4 – 1       | Rowley (3), Mitten                    | 31,962            |
| ngày 14 tháng 12 năm 1946 | Blackburn Rovers        | A   | 1 – 2       | Morris                                | 21,455            |
| ngày 25 tháng 12 năm 1946 | Bolton Wanderers        | A   | 2 – 2       | Rowley (2)                            | 28,505            |
| ngày 26 tháng 12 năm 1946 | Bolton Wanderers        | H   | 1 – 0       | Pearson                               | 57,186            |
| ngày 28 tháng 12 năm 1946 | Grimsby Town            | A   | 0 – 0       |                                       | 17,183            |
| ngày 4 tháng 1 năm 1947   | Charlton Athletic       | H   | 4 – 1       | Burke, Buckle, Pearson                | 43,406            |
| ngày 18 tháng 1 năm 1947  | Middlesbrough           | A   | 4 – 2       | Pearson (2), Buckle, Morris           | 37,435            |
| ngày 1 tháng 2 năm 1947   | Arsenal                 | A   | 2 – 6       | Morris, Pearson                       | 29,415            |
| ngày 5 tháng 2 năm 1947   | Stoke City              | H   | 1 – 1       | Buckle                                | 8,456             |
| ngày 22 tháng 2 năm 1947  | Blackpool               | H   | 3 – 0       | Rowley (2), Hanlon                    | 29,993            |
| ngày 1 tháng 3 năm 1947   | Sunderland              | A   | 1 – 1       | Delaney                               | 25,038            |
| ngày 8 tháng 3 năm 1947   | Aston Villa             | H   | 2 – 1       | Burke, Pearson                        | 36,965            |
| ngày 15 tháng 3 năm 1947  | Derby County            | A   | 3 – 4       | Burke (2), Pearson                    | 19,579            |
| ngày 22 tháng 3 năm 1947  | Everton                 | H   | 3 – 0       | Burke, Delaney, Warner                | 43,441            |
| ngày 29 tháng 3 năm 1947  | Huddersfield Town       | A   | 2 – 2       | Delaney, Pearson                      | 18,509            |
| ngày 5 tháng 4 năm 1947   | Wolverhampton Wanderers | H   | 3 – 1       | Rowley (2), Hanlon                    | 66,967            |
| ngày 7 tháng 4 năm 1947   | Leeds United            | H   | 3 – 1       | Burke (2), Hanlon                     | 41,772            |
| ngày 8 tháng 4 năm 1947   | Leeds United            | A   | 2 – 0       | Burke, McGlen                         | 15,528            |
| ngày 12 tháng 4 năm 1947  | Brentford               | A   | 0 – 0       |                                       | 21,714            |
| ngày 19 tháng 4 năm 1947  | Blackburn Rovers        | H   | 4 – 0       | Pearson (2), Rowley, own goal         | 46,196            |
| ngày 26 tháng 4 năm 1947  | Portsmouth              | A   | 1 – 0       | Delaney                               | 30,623            |
| ngày 3 tháng 5 năm 1947   | Liverpool               | A   | 0 – 1       |                                       | 48,800            |
| ngày 10 tháng 5 năm 1947  | Preston North End       | A   | 1 – 1       | Pearson                               | 23,278            |
| ngày 17 tháng 5 năm 1947  | Portsmouth              | H   | 3 – 0       | Mitten, Morris, Rowley                | 37,614            |
| ngày 26 tháng 5 năm 1947  | Sheffield United        | H   | 6 – 2       | Rowley (3), Morris (2), Pearson       | 34,059            |

| # | Câu lạc bộ              | Tr | T  | H  | B  | Bt | Bb | Hs | Điểm |
| - | ----------------------- | -- | -- | -- | -- | -- | -- | -- | ---- |
| 1 | Liverpool               | 42 | 25 | 7  | 10 | 84 | 52 | 57 |      |
| 2 | Manchester United       | 42 | 22 | 12 | 8  | 95 | 54 | 56 |      |
| 3 | Wolverhampton Wanderers | 42 | 25 | 6  | 11 | 93 | 51 | 56 |      |

## FA Cup
| Thời gian           | Vòng đấu | Đối thủ              | H/A | Tỷ số Bt-Bb | Cầu thủ ghi bàn    | Số lượng khán giả |
| ------------------- | -------- | -------------------- | --- | ----------- | ------------------ | ----------------- |
| 11 tháng 1 năm 1947 | Vòng 3   | Bradford Park Avenue | A   | 3 – 0       | Rowley (2), Buckle | 26,990            |
| 25 tháng 1 năm 1947 | Vòng 4   | Nottingham Forest    | H   | 0 – 2       |                    | 34,059            |